# Bonellia seleriana
Bonellia seleriana är en viveväxtart som först beskrevs av Ignatz Urban, Ludwig Eduard Loesener och Carl Christian Mez, och fick sitt nu gällande namn av B. Ståhl, Källersjö. Bonellia seleriana ingår i släktet Bonellia och familjen viveväxter. Inga underarter finns listade i Catalogue of Life.